# SN 2011cf
SN 2011cf – supernowa typu II odkryta 28 kwietnia 2011 roku w galaktyce NGC 2939. W momencie odkrycia miała maksymalną jasność 18,20m.